# Copidosomyia
Copidosomyia is een geslacht van vliesvleugeligen uit de familie Encyrtidae. De wetenschappelijke naam van dit geslacht is voor het eerst geldig gepubliceerd in 1915 door Girault.

## Soorten
Het geslacht Copidosomyia omvat de volgende soorten:
- Copidosomyia ambiguous (Subba Rao, 1979)
- Copidosomyia bhimolpornae (Tachikawa, 1979)
- Copidosomyia cinctiventris Girault, 1915